# シャクルトン (クレーター)
シャクルトンクレーター（英語: Shackleton crater）は、月の南極付近に位置するクレーターである。地球の南極を目指した探検家アーネスト・シャクルトンにちなんで名づけられた。

## 地形

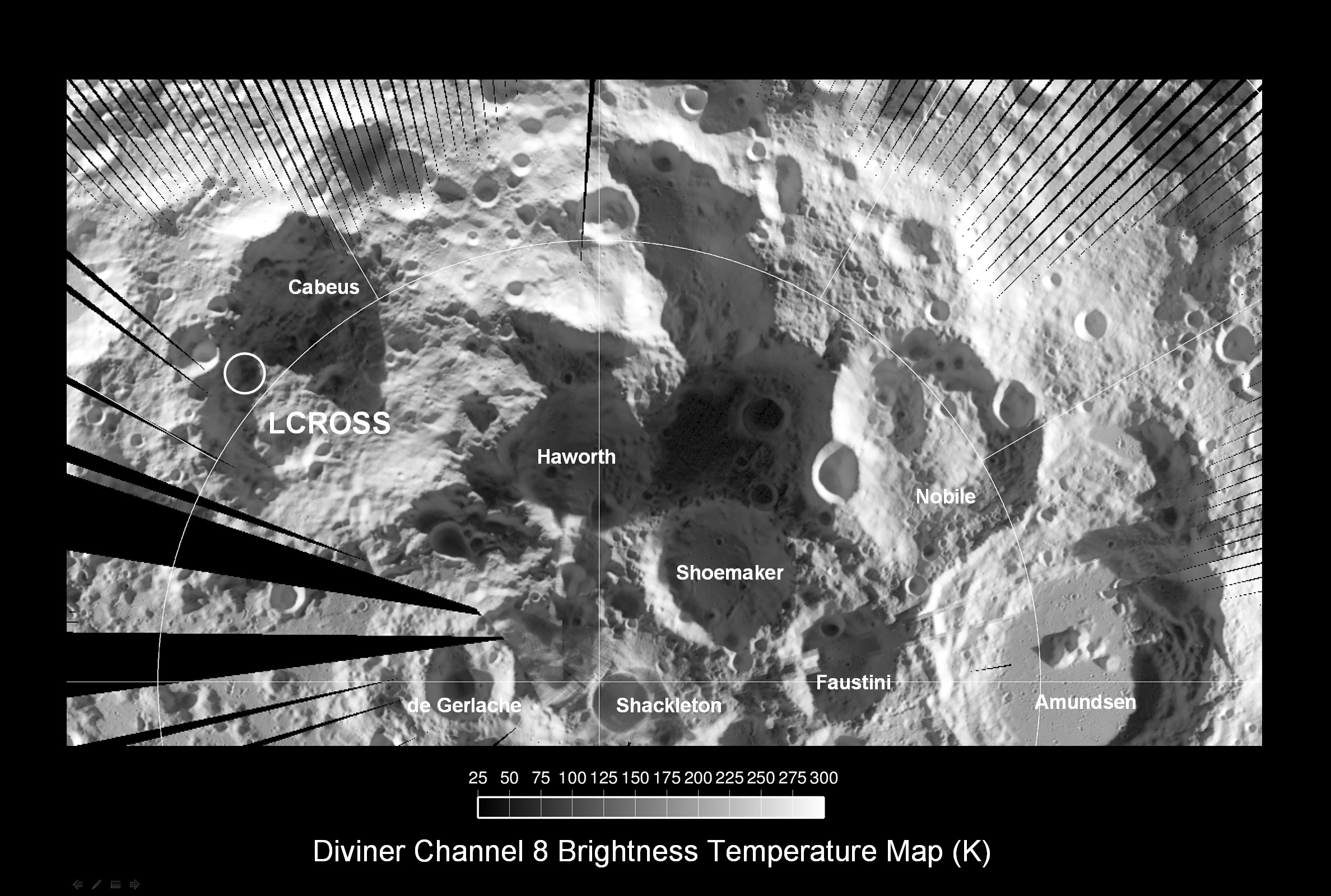
月の南極。中央下がシャクルトンクレーター

高緯度に位置するため、シャクルトンクレーター外縁の高地は月の1日の70%もの間、太陽の光に照らされている。逆に、クレーターの底はほとんど太陽の光に照らされない（月の回転軸は黄道面に対してほぼ完璧に垂直である）、永久影の領域となっている。
シャクルトンは、広大な南極エイトケン盆地の縁に位置している。また、周辺にはシューメーカー、Sverdrup、De Gerlache、Faustiniなどのクレーターが存在する。

## 探査
クレータの底に太陽の光が届かないことから、かつては水の氷の存在が期待されており、2006年12月に発表されたNASAの月面基地構想では、シャクルトンが基地建設の有力候補地として挙げられていた。
しかし、2007年から2008年にかけて行われたJAXAの月周回衛星「かぐや」の調査により、地表付近に氷が存在する証拠がみられないことが確認された。氷が土に混ざっている、あるいは埋もれている可能性は依然として残されてはいるものの、あったとしてもその量は僅かなものだろうと考えられている。
さらに2008年の11月15日には、インドの月探査機チャンドラヤーン1号が重量35kgのプローブを投下し、シャクルトンクレーターに衝突させて水の存在を調査した。